# Anan (Nagano)
Anan (jap. 阿南町 Anan-chō) – miasto w Japonii, na wyspie Honsiu, w prefekturze Nagano. Według danych na rok 2020 miejscowość zamieszkiwało 4 299 mieszkańców , a gęstość zaludnienia wyniosła 34,9 os./km².